# 切萨帕隆博
切萨帕隆博（義大利語：Cessapalombo），是意大利马切拉塔省的一个市镇。总面积27平方公里，人口552人，人口密度20.4人/平方公里（2009年）。ISTAT代码为043011。